# クリアアンバー
クリアアンバー（欧字名:Clear Amber、1967年5月8日 - 不明）は、アメリカ合衆国の競走馬、繁殖牝馬。
競走馬としては目立った成績は残せなかったが、繁殖牝馬として日本に輸入された後にノーザンテーストとの配合でアンバーシャダイを生産した。牝系の直系子孫からはイブキマイカグラ、サクラバクシンオー、アルフレードなどのGI馬が出ている。

## 経歴
1967年にアメリカの牧場で生産され、現役時代の成績は通算29戦3勝。アメリカで繁殖入りした後、1973年に日本に輸入され、社台ファームで繁殖生活を送った。1977年にノーザンテーストとの配合で生産した3番仔アンバーシャダイは1981年の有馬記念と1983年の天皇賞（春）を優勝し、当時の最高記録となる賞金総額4億6205万4400円を獲得。またアンバーシャダイは種牡馬としてもメジロライアンを出すなど大きな成功をおさめ、クリアアンバーの血を広げることに貢献した。
クリアアンバー自身は1984年に9番仔でアンバーシャダイの全妹サクラハゴロモを生んだ後は不受胎が続き、1986年6月3日付で用途変更となった。その後も牝系は発展を続け、繁殖入りした7番仔ダイナクラシックとサクラハゴロモの全姉妹はそれぞれイブキマイカグラとサクラバクシンオーを生産し、孫世代からもGI馬を輩出。2011年にはサクラハゴロモの曾孫にあたるアルフレードが朝日杯フューチュリティステークスを制している。

## 繁殖成績
|       | 生年   | 馬名              | 性 | 毛色   | 父               | 馬主                        | 管理調教師                     | 戦績                               | 出典   |
| ----- | ------ | ----------------- | -- | ------ | ---------------- | --------------------------- | ------------------------------ | ---------------------------------- | ------ |
| 初仔  | 1973年 | Clear Skies Ahead | 牡 | 黒鹿毛 | Sky High         |                             |                                | 米国産 21戦1勝                     | [ 3 ]  |
| 2番仔 | 1975年 | シャダイマリア    | 牝 | 鹿毛   | マリーノ         | 吉田善哉                    | 栗東・武田文吾                 | （不出走、繁殖）                   | [ 4 ]  |
| 3番仔 | 1977年 | アンバーシャダイ  | 牡 | 鹿毛   | ノーザンテースト | 吉田善哉                    | 美浦・二本柳俊夫               | 34戦11勝（種牡馬）                 | [ 5 ]  |
| 4番仔 | 1978年 | ダイナアンバー    | 牝 | 鹿毛   | ノーザンテースト | (有) 社台レースホース       | 美浦・大和田稔                 | 33戦2勝（繁殖）                    | [ 6 ]  |
| 5番仔 | 1980年 | ダイナグランプリ  | 牡 | 鹿毛   | バウンティアス   | (有) 社台レースホース       | 美浦・二本柳俊夫               | 5戦0勝                             | [ 7 ]  |
| 6番仔 | 1981年 | スイングシャダイ  | 牡 | 鹿毛   | ノーザンテースト | 吉田善哉                    | 美浦・栗田博憲                 | 1戦0勝                             | [ 8 ]  |
| 7番仔 | 1982年 | ダイナクラシック  | 牝 | 鹿毛   | ノーザンテースト | (有) 社台レースホース       | 美浦・二本柳俊夫               | 9戦1勝（繁殖）                     | [ 9 ]  |
| 8番仔 | 1983年 | サクラアンバー    | 牡 | 鹿毛   | ノーザンテースト | (株) さくらコマース →全演植 | 美浦・境勝太郎 →北海道・若松平 | 49戦8勝（うち地方35戦7勝、種牡馬） | [ 10 ] |
| 9番仔 | 1984年 | サクラハゴロモ    | 牝 | 鹿毛   | ノーザンテースト | (株) さくらコマース         | 美浦・境勝太郎                 | 16戦2勝（繁殖）                    | [ 11 ] |

## 主なファミリーライン
牝系図の主要な部分（太字はGI級競走優勝馬）は以下の通り。
- クリアアンバー 1967
  - シャダイマリア 1975
    - アンバーネックレス 1985
      - エンジェルルック 2003
        - オールラウンド（九州ダービー栄城賞）

  - アンバーシャダイ 1977（有馬記念、天皇賞・春など重賞5勝）
  - ダイナアンバー 1978
    - メインゲスト 1986
      - ファストタテヤマ 1999（デイリー杯2歳ステークス、京都新聞杯）

    - アンバロビン 1997
      - ナムラエラン 2005
        - ティーズアライズ 2012（栄冠賞、東京プリンセス賞）

  - ダイナクラシック 1982
    - イブキマイカグラ 1988（阪神3歳ステークス、弥生賞、NHK杯）
    - クラシカルテースト 1994
      - インパルスヒーロー 2010（ファルコンステークス）

  - サクラハゴロモ 1984
    - サクラバクシンオー 1989 （スプリンターズステークス2回など重賞5勝）
    - スプリングコート 1991
      - フローリッドコート 1998
        - ミッキードリーム 2007（朝日チャレンジカップ）

      - トーセンディオール 2007
        - ミゲル 2019（ニューイヤーカップ）

    - ラトラヴィアータ 1994
      - プリンセスカメリア 2001
        - アルフレード 2009（朝日杯フューチュリティステークス）
        - ヴィオレット 2013
          - ウメムスビ 2020（OP1勝）

        - フィリアプーラ 2016（フェアリーステークス）

      - リビアーモ 2005（OP1勝）

牝系図の出典：牝系検索α

## 血統表
| クリアアンバー(USA)の血統   | クリアアンバー(USA)の血統                                | クリアアンバー(USA)の血統                                | （血統表の出典）                                         | （血統表の出典） |
| 父系                        | トウルビヨン系                                           | トウルビヨン系                                           | トウルビヨン系                                           |                  |
| 父 Ambiopoise 1958 鹿毛     | 父の父Ambiorix 1946 黒鹿毛                               | Tourbillon                                               | Ksar                                                     | Ksar             |
| 父 Ambiopoise 1958 鹿毛     | 父の父Ambiorix 1946 黒鹿毛                               | Tourbillon                                               | Durban                                                   |                  |
| 父 Ambiopoise 1958 鹿毛     | 父の父Ambiorix 1946 黒鹿毛                               | Lavendula                                                | Pharos                                                   | Pharos           |
| 父 Ambiopoise 1958 鹿毛     | 父の父Ambiorix 1946 黒鹿毛                               | Lavendula                                                | Sweet Lavender                                           |                  |
| 父 Ambiopoise 1958 鹿毛     | 父の母Bull Poise 1948 鹿毛                               | Bull Lea                                                 | Bull Dog                                                 | Bull Dog         |
| 父 Ambiopoise 1958 鹿毛     | 父の母Bull Poise 1948 鹿毛                               | Bull Lea                                                 | Rose Leaves                                              |                  |
| 父 Ambiopoise 1958 鹿毛     | 父の母Bull Poise 1948 鹿毛                               | Alpoise                                                  | Equipoise                                                | Equipoise        |
| 父 Ambiopoise 1958 鹿毛     | 父の母Bull Poise 1948 鹿毛                               | Alpoise                                                  | Laughing Queen                                           |                  |
| 母 One Clear Call 1960 鹿毛 | 母の父Gallant Man 1954 鹿毛                              | Migoli                                                   | Bois Roussel                                             | Bois Roussel     |
| 母 One Clear Call 1960 鹿毛 | 母の父Gallant Man 1954 鹿毛                              | Migoli                                                   | Mah Iran                                                 |                  |
| 母 One Clear Call 1960 鹿毛 | 母の父Gallant Man 1954 鹿毛                              | Majideh                                                  | Mahmoud                                                  | Mahmoud          |
| 母 One Clear Call 1960 鹿毛 | 母の父Gallant Man 1954 鹿毛                              | Majideh                                                  | Qurrat-al-Ain                                            |                  |
| 母 One Clear Call 1960 鹿毛 | 母の母Europa 1949 鹿毛                                   | Bull Lea                                                 | Bull Dog                                                 | Bull Dog         |
| 母 One Clear Call 1960 鹿毛 | 母の母Europa 1949 鹿毛                                   | Bull Lea                                                 | Rose Leaves                                              |                  |
| 母 One Clear Call 1960 鹿毛 | 母の母Europa 1949 鹿毛                                   | Sicily                                                   | Rose Leaves                                              | Rose Leaves      |
| 母 One Clear Call 1960 鹿毛 | 母の母Europa 1949 鹿毛                                   | Sicily                                                   | Gino Patty                                               |                  |
| 母系(F-No.)                 | (FN:4-m)                                                 | (FN:4-m)                                                 | (FN:4-m)                                                 | [ § 2 ]          |
| 5代内の近親交配             | Bull Lea 3×3、Plucky Liege 5×5・5、Mah Mahal 5×5（母内） | Bull Lea 3×3、Plucky Liege 5×5・5、Mah Mahal 5×5（母内） | Bull Lea 3×3、Plucky Liege 5×5・5、Mah Mahal 5×5（母内） | [ § 3 ]          |
| 出典                        | 1. 2. 3.                                                 | 1. 2. 3.                                                 | 1. 2. 3.                                                 | 1. 2. 3.         |